# MSG Sphere London
O MSG Sphere foi um local proposto para música e entretenimento a ser construído na área de Stratford, no leste de Londres, Inglaterra. Inicialmente propostos pela Madison Square Garden Company (MSG) em 2018, e sujeitos a um processo de planeamento prolongado, os planos foram oficialmente retirados pela MSG em janeiro de 2024.

## História
O MSG Sphere London foi um projeto de construção da The Madison Square Garden Company, com sede nos Estados Unidos, e financiado pelo ex-proprietário da Cablevision Charles Dolan e seu filho, James L. Dolan. Se aprovado, seria idêntico ao MSG Sphere em Las Vegas, que também é apoiado por James Dolan, concluído em 2023. Ambos os edifícios foram projetados pelo escritório de arquitetura Populous.
O MSG Sphere teria sido equipado com uma tela LED com resolução de 19.000 x 13.500 pixels espalhada pelo interior do local. Todos os 17.500 assentos teriam acesso à Internet de alta velocidade e o sistema de som usa uma tecnologia chamada beamforming para fornecer som direcionado e espacializado, consistente em volume e qualidade em todos os assentos. As capacidades de tecnologia háptica seriam fornecidas através das tábuas do piso. O exterior do local contaria com 54 mil metros quadrados de iluminação programável.

## Processo de Planejamento
A localização proposta para o local era em Stratford, perto do Westfield Stratford City, do conjunto habitacional East Village e do Parque Olímpico Rainha Elizabeth, em um local usado como estacionamento para ônibus durante os Jogos Olímpicos de Verão de 2012. O local em formato de esfera foi projetado para ter a maior tela de LED do mundo e capacidade para 17.500 lugares. Não foi projetado para ser usado como arena esportiva, mas principalmente para música, bem como cerimônias de premiação, eventos corporativos e lançamentos de produtos.
De acordo com o website oficial do MSG, os comentários públicos foram analisados no final de 2018 e uma sondagem aos residentes locais foi realizada pela Deltapoll em Julho de 2019.

### Oposição
O Anschutz Entertainment Group (AEG), que opera a O2 Arena no sudeste de Londres, perguntou sobre a proximidade do Sphere com locais de entretenimento existentes, como o Estádio de Londres, a Copper Box Arena e sua própria O2 Arena, enfatizando que "é imperativo que as propostas do MSG não aumentam o congestionamento na área". Descobriu-se que a AEG estava organizando uma campanha contra a esfera, criando um grupo de interesse chamado "Newham Action Group", e foi criticada por "subverter a democracia" pelo MSG.

### Rejeição do projeto
Em Fevereiro de 2023, o esquema foi suspenso temporariamente por Michael Gove, Secretário de Estado do (DLUHC), utilizando poderes que potencialmente permitem um inquérito de planeamento público ao projeto. Então, em novembro de 2023, a permissão de planejamento da esfera foi rejeitada pelo prefeito de Londres, Sadiq Khan, principalmente devido a preocupações sobre a potencial poluição luminosa.